# Dragon Lady
Der Ausdruck Dragon Lady (englisch für „Drachen-Dame“) bezeichnet ein vor allem in den USA verbreitetes kulturelles Stereotyp, das bestimmte ostasiatische Frauen, besonders Chinesinnen, als verführerisch und begehrenswert, aber auch nicht vertrauenswürdig charakterisiert.

## Das Stereotyp und dessen kultureller Hintergrund
Eine Besonderheit des Stereotyps der Dragon Lady, die es von dem der Femme fatale beziehungsweise des Vamps unterscheidet, besteht darin, dass es heute mit dem Vorurteil zusammenfällt, fernöstliche Frauen seien – im Gegensatz zu westlichen Frauen – passiv, anschmiegsam und gehorsam (siehe auch: China Doll). Das männliche Opfer wird somit umso drastischer und mit stärkeren traumatischen Folgen getäuscht.
In Deutschland ist dieses Stereotyp u. a. aus Filmen wie  James Bond 007 – Man lebt nur zweimal und Der Morgen stirbt nie bekannt. Eine erhebliche Verbreitung fand es in US-amerikanischen Kinofilmen jedoch schon seit den 1920er Jahren, besonders in den Filmen mit Anna May Wong, die 1931 in dem Film „Daughter of a Dragon“ als Tochter des Superkriminellen Fu Manchu eine typische Dragon Lady spielte. Im Action-Genre (beispielsweise in Kill Bill oder in der Comic-Verfilmung Sin City, dort aber in der Absicht die alten Stereotypen zu zitieren oder gar zu karikieren) besteht das Stereotyp bis in die Gegenwart fort. In modernen Filmen greift die Dragon Lady – was bis dahin den männlichen Figuren vorbehalten war – auch zu den Techniken fernöstlicher Kampfkunst. In den meisten Fällen stirbt die Dragon Lady im Laufe der Filmhandlung.
Zu interpretieren ist das Stereotyp der Dragon Lady weitgehend vor dem Hintergrund des Rassismus in den USA, insbesondere des anti-chinesischen Rassismus, der in den USA mit dem Beginn der chinesischen Einwanderung in Kalifornien (Goldrausch von 1848) entstand und 1882 mit dem Chinese Exclusion Act sogar gesetzlich festgeschrieben wurde. Die amerikanischen Einwanderungsgesetze – besonders das am 3. März 1875 in Kalifornien verabschiedete Page Law – erschwerten chinesischen Immigranten damit bis ins 20. Jahrhundert hinein den Nachzug ihrer Ehefrauen, weil chinesischen Antragstellerinnen grundsätzlich unterstellt wurde, der Zweck ihrer Einreise in die USA bestehe darin, sich dort zu prostituieren.

## Kulturelle Rezeption
Auch über Rassengrenzen Hinaus wurde der Begriff adaptiert. So war Spitzname von Nancy Reagan  ebenso Dragon Lady, wie für das US-Aufklärungsflugzeug Lockheed U-2.